# Anna Quinquaud
Anna Quinquaud, née le 5 mars 1890 dans le 6e arrondissement de Paris et morte le 25 décembre 1984 à Fontenay-Trésigny (Seine-et-Marne), est une sculptrice française.

## Biographie
Anna Fanny Marguerite Quinquaud est la quatrième des six enfants du docteur et académicien Charles-Eugène Quinquaud (1841-1894) et de Thérèse Caillaux (1859-1928), sculptrice, élève d'Auguste Rodin. Après le décès de son père, les siens conserveront de fidèles attaches avec son village natal de Lafat (puis plus largement avec le département de la Creuse), sa mère y conservant un atelier et Anna Quinquaud y passant ainsi ses étés. C'est ainsi de la Creuse, où elle est naturellement initiée à la sculpture par sa mère, qu'en 1909 arrive à la jeune Quinquaud sa première commande avec le buste d'Armand Fourot pour la place de l'église d'Évaux-les-Bains.
De 1912 à 1914, Anna Quinquaud est l'élève de Blanche Laurent, chez qui elle revient peu avant la fin de la Première Guerre mondiale. En 1918, elle entre à l'École nationale supérieure des beaux-arts de Paris où elle est élève de Laurent Marqueste (1848-1920) et de Victor Ségoffin (1867-1920). En 1924, elle obtient un deuxième premier grand prix de Rome en sculpture,,.
En 1925, plutôt que la résidence romaine à la villa Médicis, elle s'embarque pour l'Afrique-Orientale française jusqu'en Éthiopie ; elle rapporte de ses voyages de nombreuses sculptures,,.
Pierre Kjellberg s'appuie sur La femme maure (1937) d'Anna Quinquaud qui, sur la terrasse du musée d'art moderne de la ville de Paris « ne manque pas de noblesse », pour dire l'artiste représentative de la rencontre du cubisme, de l'orientalisme et de l'archaïsme dans la sculpture des années 1930.

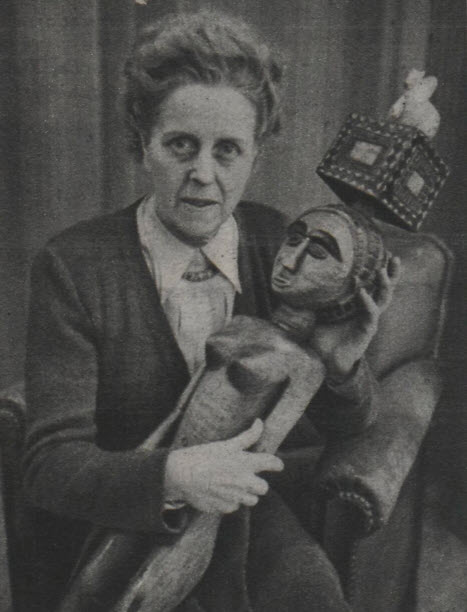
Anna Quinquaud, dans son atelier parisien, après sa nomination à l’Académie des sciences coloniales (désormais Académie des sciences d'outre-mer) en 1946 dans le magazine Regards.

Anna Quinquaud demeure fidèlement attachée à l'Académie des sciences d'outre-mer, dont elle réalise en 1974 la médaille du cinquantenaire, et continue de voyager jusqu'en 1977, année où elle visite le désert du Sinaï et la cité nabatéenne de Pétra en Jordanie. Ce n'est qu'avec les deux ventes de son atelier à l'hôtel Drouot par les commissaires-priseurs Jacques Lenormand et Patrick Dayen, les 4 mars et 17 mars 1982, qu'un fonds de toiles la révèle également peintre de paysages, vocation méconnue qu'il convient d'ajouter ainsi à celle de dessinatrice justement remarquée par Lynne Thornton.

## Œuvres dans les collections publiques

### EnFrance

#### Musées
- Composition cubiste, sculpture, musée Despiau-Wlérick, Mont-de-Marsan[15].
- L'Indochine, sculpture, commande pour l'exposition internationale de 1937, musée Despiau-Wlérick, Mont-de-Marsan[16].
- Femme Maure, dite aussi La Mauritanienne, sculpture, vers 1937, musée d'art moderne de la ville de Paris[17], près de la fontaine du palais de Tokyo[18].
- Musée du quai Branly - Jacques-Chirac :
  - Femme hova, sculpture[19] ;
  - Maternité d'Antaïsaka, moulage en plâtre ;
- Ménagerie du Jardin des plantes, Paris :
  - Chasseur près de sa proie abattue, 1937, moulage en plâtre[20] ;
  - Repos de chasseurs, 1937, moulage en plâtre[21] ;
  - Chasseur près de sa proie abattue, 1937, moulage en plâtre[22].
- Musée des Années Trente, Boulogne-Billancourt.
- Centre national des arts plastiques, Paris[7].
- Musée des Beaux-Arts de Brest :
  - Devant le maître ; Femme accroupie à la cruche ou esclave devant son maître, moulage en plâtre[23] ;
  - Devant le maître, moulage en plâtre[24] ;
  - Femme bellah, captive de Touareg, moulage en plâtre[25] ;
  - Femme bellah, captive de Touareg, modelage en terre cuite[26] ;
  - La Papanga, 1933, moulage en plâtre[27] ;
  - Archer Coniagui au repos à Youkounkoun, vers 1930, plâtre patiné façon terre cuite,
  - Portrait d’Emina Emi, 1932, fusain et gouache sur papier,
  - Portrait d’Aazaft Natzimma, vers 1933, fusain sur papier,
  - Portrait d’un jeune hova, vers 1933, fusain et pastel sur papier.
  - Laptot du Niger ou Le piroguier, 1925, bronze patiné, fonte d’époque à la cire perdue
- Musée de la Sénatorerie de Guéret[28].

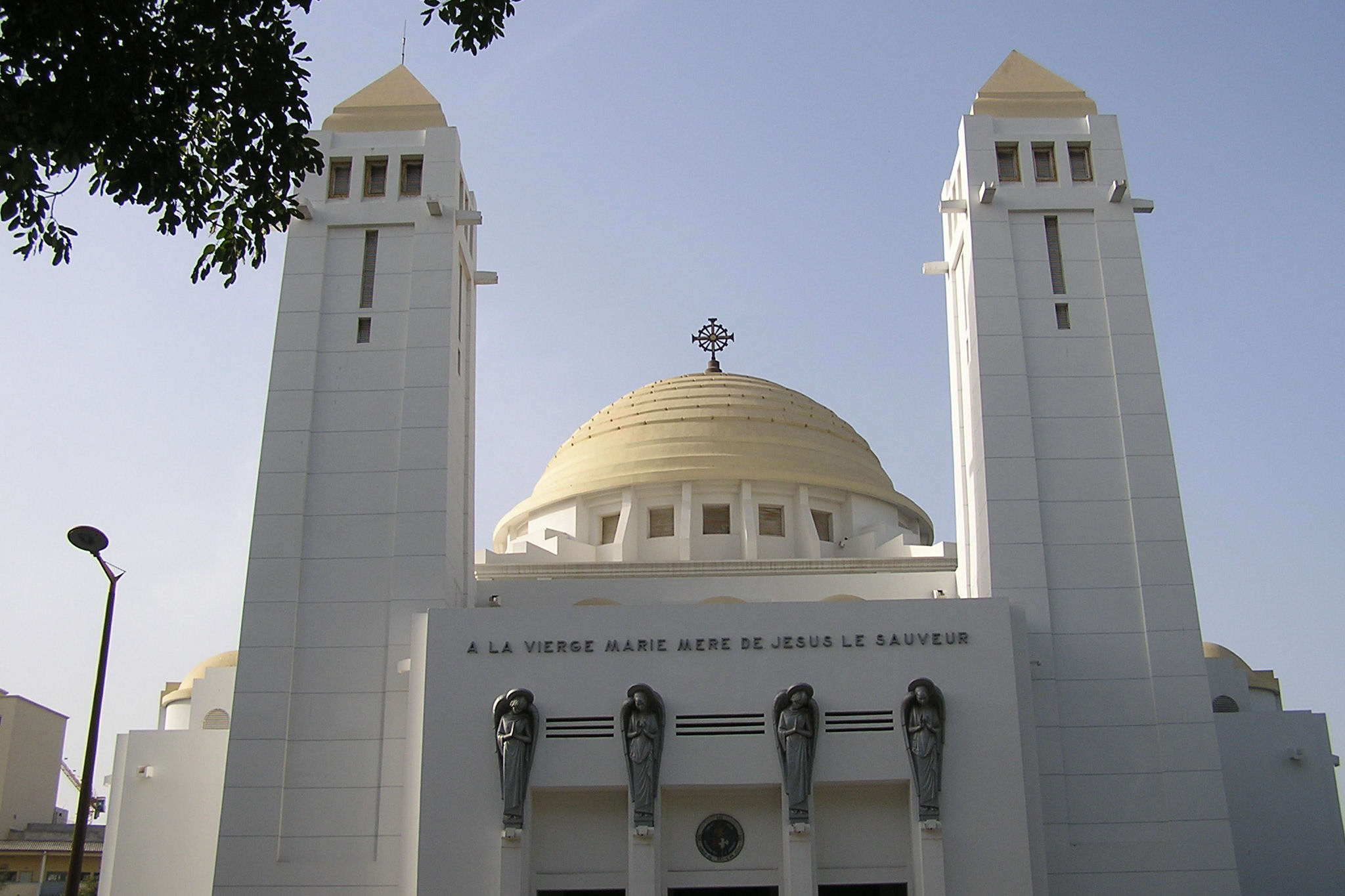
Les Anges cariatides, cathédrale de Dakar.

- Kadé, fillette de Tougué, sculpture en bois, 1931, musée Sainte-Croix, Poitiers (dépôt du musée national d'art moderne).
- Musée de la Faïence de Quimper, Femme du Fouta Djallon, buste en grès rehaussé d'or et d'argent, manufacture de La Hubaudière, 1931[29].
- Cité de la céramique - Sèvres et Limoges, Sèvres.

#### Églises
- Sainte Thérèse écoutant les prières des fidèles, église Sainte-Thérèse-de-l'Enfant-Jésus d'Élisabethville (Yvelines), 1928.
- Sainte Geneviève, statue plâtre, église Saint-Sulpice, Lafat, 1942.
- Me voici, je viens, autel en pierre, église Saint-Julien-de-Brioude, Fresselines, 1965.

#### Monuments
- Statue bois de Sainte Geneviève, Direction générale de la Gendarmerie nationale, Issy-les-Moulineaux, 1945.
- Bas-reliefs de la façade de la résidence Lucien Paye, conçue par Albert Laprade, à la Cité internationale universitaire de Paris (Pavillon de France d'Outre-Mer à l'époque)[30],[4],[31].
- L'Indochine, bas-relief, palais de Chaillot, Paris[32].
- Monument au capitaine Joost Van Vollenhoven, du régiment d'infanterie coloniale du Maroc, ancien gouverneur général en Indochine et en A.O.F., tombé en ce lieu du monument le 20 juillet 1918, route D2, Montgobert (forêt de Longpont), 1938[33],[34].
- Trois bas-reliefs, au-dessus de l'entrée de la fauverie, à la Ménagerie du Jardin des plantes, Paris[35].
- Rythme, Place de la Libération, Barentin[36].
- Calvaire Saint-Pierre, Caen, 1962[37],[38].
- Petite fille jouant au ballon, 1965, bas-reliefs, lycée Victor-Hugo, rue Edmond-Gombeaux, Caen[39], école Robert-Doisneau (1972) et groupe scolaire Jean-Moulin de Venoix (Les quatre saisons, quatre bas-reliefs, 1973), Caen[40].
- Monument à Auguste Pavie, jardin anglais, Dinan[41],[42].

### En Éthiopie
- Addis-Abeba (Éthiopie), palais impérial : Buste de Haïlé Sélassié Ier, 1932[43].

### À Madagascar
- Antananarivo (Madagascar), hôtel de ville : Le Repiquage du riz, bas-relief[44] et Maternité malgache, vers 1932, sculpture.

### Au Maroc
- Casablanca (Maroc), cathédrale Notre-Dame-de-Lourdes : Vierge à l'enfant, 1954.

### Au Sénégal
- Dakar (Sénégal), cathédrale du Souvenir africain : quatre anges monumentaux ornant le portail, 1936.

## Expositions

### Expositions particulières
- Anna Quinquaud - Souvenirs de voyage, Paris, Galerie d'art contemporain, 1926.
- Les Foulahs du Fouta Djallon - Sculptures et dessins, Paris, Galerie Charpentier, 1931.
- Anna Quinquaud - Mer Rouge et Île Roge, sculptures, dessins, Paris, Galerie Charpentier, 1934.
- Petit Palais, Paris, 1936.
- Musée de la Sénatorerie de Guéret, octobre-décembre 1977.
- Anna Quinquaud - Regards sur l'Afrique, 1920-1925, musée des beaux-arts de Brest, 1980.

### Expositions collectives
- Salon des artistes français, Paris, à partir de 1910, médaille de bronze en 1921[45].
- Salon de l'Union des Femmes peintres et sculpteurs, 1914[46].
- Exposition coloniale de 1931, Palais des beaux-arts et palais de l'A.O.F., Paris.
- Pavillon de Madagascar, Exposition universelle de 1935, Bruxelles.
- Les femmes artistes d'Europe exposent au Jeu de Paume, Paris, février 1937.
- Exposition universelle de 1937, Paris.
- Foire internationale de New York 1939-1940.

### Expositions rétrospectives
- Sculptures'elles, musée des Années Trente, Boulogne-Billancourt, 2011[47].
- Anna Quinquaud - Itinéraires africains dans les années 1930, musée de la Sénatorerie de Gueret, juin septembre 2012[48], musée Baron-Martin, Gray (Haute-Saône), novembre 2012 - janvier 2013, musée Despiau-Wlérick, Mont-de-Marsan, mars-juin 2013[49], La Piscine, Roubaix, juillet-septembre 2013[50], musée des beaux-arts de La Rochelle, octobre 2013 - janvier 2014[51].
- Anna Quinquaud, une sculptrice en Afrique, musée des beaux-arts de Brest, février-mai 2014[52].

## Prix et distinctions
- Prix de sculpture de l'Union des femmes peintres, sculpteurs, graveurs et décorateurs, 1914.
- Prix Chenavard des têtes d'expression.
- Deuxième premier grand prix de Rome en sculpture de 1924.
- Prix de l'A.O.F., 1924.
- Prix de Madagascar, 1932.
- Chevalière de la Légion d'honneur en 1932.
- Membre de l'Académie des sciences d'outre-mer, 1946.
- Grand prix des arts décoratifs d'outre-mer, 1952.